# Ormiophasia causeyi
Ormiophasia causeyi är en tvåvingeart som beskrevs av Tavares 1964. Ormiophasia causeyi ingår i släktet Ormiophasia och familjen parasitflugor. Inga underarter finns listade i Catalogue of Life.